# Five Ten
Five Ten è un'azienda statunitense che produce scarpette da arrampicata, scarpe per la mountain bike, la BMX, l'escursionismo e per il tempo libero.
L'origine del nome Five Ten deriva da 5.10, il nome che in arrampicata esprime il grado di difficoltà superiore al VI grado, utilizzando la scala decimale di Yosemite.

## Storia

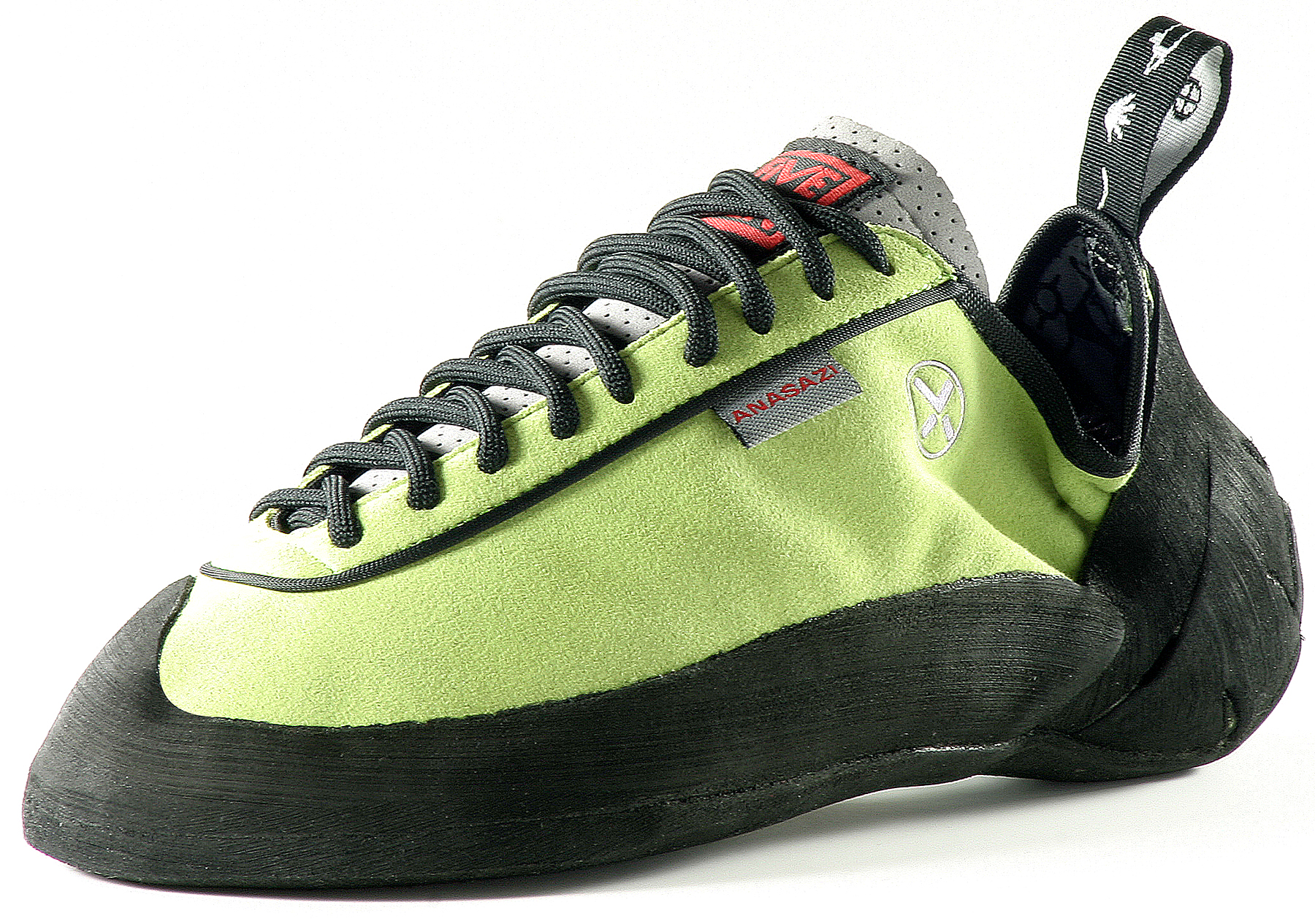
Anasazi Verde Five Ten

Nel 1985 Charles Cole, fondatore dell'azienda, terminato un Master in Business Administration all'Università del Michigan, si trovava ad arrampicare nel Parco nazionale di Yosemite. In seguito ad una caduta durante la discesa da El Capitan decise di aprire l'azienda col desiderio di ottenere una nuova gomma per le suole che offrisse maggior attrito e durevolezza. Fu creata una nuova gomma, denominata Stealth, e diversi modelli di scarpette.
Nel novembre 2011 la Five Ten viene acquisita dal gruppo Adidas per 25 milioni di dollari.
La gomma Stealth è utilizzata per tutte le scarpette Five Ten ma può essere anche usata per risuolare scarpette di altre marche. È inoltre impiegata nei prodotti dell'azienda per la mountain bike, la BMX e l'escursionismo.
La linea di scarpette d'arrampicata più famosa dell'azienda si chiama Anasazi, a partire dai primi modelli con chiusura a velcro, denominate Anasazi Velcros o VCS, e allacciate, Anasazi Lace Up Pink.